# Вілівальд Володимир Сергійович
Володимир Сергійович Вілівальд (нар. 23 вересня 2004, Тернівка, Павлоградський район, Дніпропетровська область, Україна) — український футболіст, центральний захисник криворізького «Кривбасу», який виступає в оренді за «Інгулець».

## Життєпис
Народився в місті Тернівка Дніпропетровської області. З 2015 по 2021 рік виступав у ДЮФЛУ та юнацькому чемпіонаті Дніпропетровської області за  АФК «Дніпро-2», «Інтер» (Дніпро) та «Темп» (Тернівка). На початку вересня 2021 року перейшов до академії «Кривбаса». У сезоні 2022/23 років дебютував за криворіжців у юніорському чемпіонаті України. Вперше до заявки першої команди «Кривбасу» потрапив 19 травня 2023 року на програний (0:1) виїзний поєдинок 27-го туру Прем'єр-ліги України проти полтавської «Ворскли», але усі 90 хвилин просидів на лаві запасних. На професійному рівні дебютував 18 травня 2024 року в програному (1:3) виїзному поєдинку 29-го туру Прем'єр-ліги України проти київського «Динамо». Володимир вийшов на поле на 46-й хвилині замість Тимура Стецькова. У сезоні 2023/24 років цей матч став єдиним у першій команді. 
На початку серпня 2024 року відправився в оренду на один сезон до «Інгульця». У футболці петрівського клубу дебютував 17 серпня 2024 року в нічийному (1:1) виїзному поєдинку 3-го туру Прем'єр-ліги України проти житомирського «Полісся». Вілівальд вийшов на поле в стартовому складі та відіграв увесь матч, а на 41-й хвилині відзначився першим голом за нову команду.

## Досягнення
«Кривбас»
- Прем'єр-ліга України
  -  Бронзовий призер (1): 2023/24